# Dracaena porteri
Dracaena porteri är en sparrisväxtart som beskrevs av John Gilbert Baker. Dracaena porteri ingår i släktet dracenor, och familjen sparrisväxter. Inga underarter finns listade i Catalogue of Life.